# Apatity
Apatity (en ruso: Апати́ты) es una ciudad de Rusia europea septentrional, situada en la Península de Kola, entre el lago Imandra y el macizo de Khibiny. Depende administrativamente del óblast de Múrmansk.
Se encuentra a 23 kilómetros de Kírovsk y a 185 kilómetros al sur de Murmansk. Los primeros edificios de Apatity fueron construidos en 1926 y el asentamiento de Apatity fue fundado en 1935. Apatity obtuvo el estatus de ciudad en 1966. Recibe el nombre de uno de los recursos naturales más abundantes de la zona, la apatita.
El Aeropuerto de Kirovsk-Apatity de uso conjunto militar y civil se encuentra a 15 kilómetros al sureste de la localidad.

## Historia
El desvío ferroviario de Bely (разъезд Белый) en el Ferrocarril de Leningrado-Múrmansk fue construido en 1926 y la localidad de Apatity fue fundada en 1930. Se clasificó como una localidad urbana en la Resolución del Comité Ejecutivo Central (VTsIK) de toda Rusia el 20 de agosto de 1935, cuando el asentamiento del sovjós "Industriya" se fusionó con Apatity y se le concedió la condición de asentamiento de tipo urbano.
Muchos de los primeros colonos de la zona Apatity eran antiguos "campesinos ricos" de varias regiones del noroeste de Rusia, reasentados en la óblast de Múrmansk como parte del programa de deskulakización de Stalin. Los miembros de ciertas minorías étnicas fueron deportados a Apatity también.
El 6 de enero de 1966, el Comité Ejecutivo de la óblast de Múrmansk solicitó separar el asentamiento de Molodiozhni de la jurisdicción de Kirovsk, para formar una ciudad bajo la jurisdicción de la óblast llamada "Jibinogorsk", y en la subordinación de una parte de la zona en la jurisdicción de Kirovsk a ella. La petición fue examinada por el Presidium del Soviet Supremo de la República Socialista Federativa Soviética de Rusia, que, sin embargo, decretó el 7 de julio de 1966 fusionar los asentamientos de trabajo de Molodiozhni y Apatity en una ciudad bajo la jurisdicción de la óblast, que conservaría el nombre de Apatity. En consecuencia, el Comité Ejecutivo de la óblast de Múrmansk subordinaría una parte del territorio en la jurisdicción de Kírovsk a la nueva ciudad por la decisión de 13 de octubre de 1966. 
Por el 29 de noviembre de 1979 se decretó por el Presídium del Sóviet Supremo de la República Socialista Federativa Soviética de Rusia, formar el raión de Kovdor a partir de partes del territorio de la jurisdicción de Apatity. El asentamiento de Poliarnye Zori, que se subordinaba a Apatity, fue elevado a ciudad bajo la jurisdicción de la óblast por otro Decreto, el del 22 de abril de 1991. Una parte del territorio de la jurisdicción de Apatity fue también transferido a Poliarnye Zori por la Decisión del Presidium del Soviet de Diputados del Pueblo de la óblast de Múrmansk del 16 de mayo de 1991.

## Situación administrativa y municipal
Forma parte de la óblast de Múrmansk, en la esquina noroccidental del país. Dentro de la óblast, forma una unidad administrativa que no pertenece a ninguno de sus distritos o raiones, y que posee autogobierno local bajo la forma jurídica de ókrug municipal.
Su territorio incluye como pedanías dos localidades rurales, aunque solamente suman algo más de una decena de habitantes: Tik-Guba y el poblado ferroviario de Jibiny.

## Economía
El principal empleador de Apatity es JSC "Apatit", la explotación y empresa minera más grande de toda Europa y Rusia. Otros patrones incluyen el Centro de Ciencias de Kola de la Academia de Ciencias de Rusia y varias empresas estatales y privadas. 
La junta cívico-militar Kirovsk-Apatity es un aeropuerto que se encuentra a 15 kilómetros (9.3 millas) al sureste de la ciudad.

## Museos
- Museo de Investigación y Desarrollo de la Historia del Norte de Europa de Rusia (Centro Cultural Internacional de KSC RAS);
- Museo de los estudios regionales y la historia (municipal);
- Museo de Geología (KSC RAS);
- Museo Mineralógico (El Instituto de Geología KSC RAS)

## Evolución demográfica
Fuente:
- 1939: 4000
- 1959: 15 200
- 1970: 45 600
- 1989: 88 000
- 2002: 64 405
- 2006: 62 900
- 2010: 59 672

## Hermanamientos
Apatity está hermanada con:
- Alta, Noruega.
- Boden, Suecia.
- Keminmaa, Finlandia.